# Мурамня
Мурамня — река в Хабаровском крае, Россия, правый приток Маи. Длина реки — 128 км, площадь водосборного бассейна — 1130 км².
Исток находится в Аяно-Майский районе на границе с Охотским районом, на высоте более 642 м над уровня моря в Юдомо-Майском нагорье. В верховьях течёт в юго-восточном направлении, затем последовательно поворачивает на юг, юго-запад и снова на юг. Берега участками заболочены, на холмах — лиственничная тайга. Впадает в Маю справа несколькими рукавами на высоте 397 м над уровнем моря выше впадения Иникана. Ширина русла в низовьях — 17-31 м, глубина — 1,2-1,3 м, скорость течения — 0,9 м/с. 

## Основные притоки
- Правые: Мар-Кюель, Сырган, Курум, Аброшиха
- Левые: -

## Данные водного реестра
По данным государственного водного реестра России относится к Ленскому бассейновому округу, речной бассейн реки — Лена, речной подбассейн реки — Алдан, водохозяйственный участок реки — Мая от истока до водомерного поста села Аим.
Код объекта в государственном водном реестре — 18030600512117300023726.